# بني مصوع (عبس)

تعديل مصدري - تعديل

بني مصوع هي إحدى قرى عزلة مطولة بمديرية عبس التابعة لمحافظة حجة، بلغ تعداد سكانها 82 نسمة حسب تعداد اليمن لعام 2004.